# Сорбо, Сэм
Са́ндра Линн «Сэм» Со́рбо (англ. Sandra Lynn «Sam» Sorbo; в девичестве — Дже́нкинс (англ. Jenkins); 18 октября 1966, Питтсбург, Пенсильвания, США) — американская актриса.

## Биография
Сандра Дженкинс родилась 18 октября 1966 года в Питтсбурге (штат Пенсильвания, США).
В 1985 году Сэм окончила «Duke University».
С 5 января 1998 года Сэм замужем за актёром Кевином Сорбо (род.1958). У супругов есть трое детей, два сына и дочь — Брэйден Купер Сорбо (род.22.08.2001), Шейн Хаакен Сорбо (род.31.03.2004) и Октавия Флинн Сорбо (род.16.10.2005).

## Карьера
Сэм — американская актриса, начавшая карьеру в 1987 году.
Сэм дебютировала с ролью Джорджетт в мини-сериале «Наполеон и Жозефина: история любви». В настоящее время она сыграла более чем в 30-ти фильмах и телесериалах.

## Фильмография
| Год       |    | Русское название                   | Оригинальное название                | Роль                     |
| --------- | -- | ---------------------------------- | ------------------------------------ | ------------------------ |
| 1987      | с  | Наполеон и Жозефина                | Napoleon and Josephine: A Love Story | Жоржет                   |
| 1989      | с  | Голубая кровь                      | Blaues Blut                          | Вторник                  |
| 1990      | ф  | Костёр тщеславия                   | The Bonfire of the Vanities          | ассистент Фокса          |
| 1990      | с  | Славные дни                        | Glory Days                           | Шерри                    |
| 1991      | ф  | Ночь бойца, или Кикбоксинг в США   | Night of the Warrior                 | проститутка              |
| 1993      | ф  | Двадцать долларов                  | Twenty Bucks                         | Анна Холлидей            |
| 1993      | ф  | Эд и его покойная мамаша           | Ed and His Dead Mother               | девушка Эда              |
| 1994      | ф  | Фортуна войны                      | Fortunes of War                      | Джоанна Пиммлер          |
| 1994      | ф  | В открытом море                    | The Crew                             | Кэтрин Дрифтвуд          |
| 1994—1995 | с  | Подводная одиссея                  | seaQuest DSV                         | Марайя                   |
| 1995      | с  | Диагноз: убийство                  | Diagnosis: Murder                    | Эллен Кингстон           |
| 1996      | с  | Военно-юридическая служба          | JAG                                  | рядовой Уитли            |
| 1996      | с  | Часовой                            | The Sentinel                         | Изабель Кейн             |
| 1996      | с  | Надежда Чикаго                     | Chicago Hope                         | доктор Кэролайн Эггерт   |
| 1996—1999 | с  | Удивительные странствия Геракла    | Hercules: The Legendary Journeys     | принцесса Кирин / Серена |
| 2000—2001 | с  | Андромеда                          | Andromeda                            | доктор Сара Райли        |
| 2001      | ф  | Незваный гость                     | Resolution                           | Паула                    |
| 2001      | с  | Место преступления                 | Tatort                               | Эстер                    |
| 2006      | ф  | Проклятое место                    | In a Dark Place                      | Паула                    |
| 2007      | тф | Ангел-мститель                     | Avenging Angel                       | Сара                     |
| 2013      | ф  | Штормовой наездник                 | Storm Rider                          | Ванесса Филдинг          |
| 2014      | ф  | Рядом с ночью                      | Alongside Night                      | Кэтрин Вриланд           |
| 2015      | ф  | Просто отпусти                     | Just Let Go                          | окружной прокурор        |
| 2017      | ф  | Да будет свет                      | Let There Be Light                   | Кэти Харкенс             |
| 2018      | ф  | Дельфин Берни                      | Bernie the Dolphin                   | Сэнди Пирс               |
| 2023      | ф  | Оставленные: Пришествие антихриста | Left Behind: Rise of the Antichrist  | Аманда Уайт              |